# 韓国放送広告振興公社
韓国放送広告振興公社（かんこくほうそうこうこくしんこうこうしゃ、朝鮮語：한국방송광고진흥공사、略称：KOBACO）は、大韓民国における放送広告（コマーシャル）の営業・管理を目的として1980年12月30日に設立された韓国政府出資の特殊法人である。

## 概要
1980年12月1日に施行された言論統廃合により、これまで放送局が自主的に行なってきた広告営業が禁止され、すべての放送広告営業業務は「韓国放送広告公社」（KOBACO）に移管された。広告主が出稿したコマーシャルと放送料金はKOBACOが受け取り、各放送局に対して放送順序の決定と放送料金の分配を行なっている。全広告料のうち、10～15%は地域、宗教放送局に配分するように定められている。
視聴率競争による広告収入の放送局間格差を是正し、放送の公共性が維持できるという評価を得ており、言論統制が廃止された現在でもKOBACOによる独占営業体制が継続されている。しかし、2008年11月27日、韓国憲法裁判所は現在のKOBACOによる広告事業独占は「憲法に合致しない」との判決を下し、翌年の2009年12月31日までに関係法の改正を求めた。これにより、現在のKOBACOによる広告事業独占は終了することになる。これに対し、地域放送、宗教放送局など一部の放送事業者が、広告料収入が特定の放送事業者（地上波放送局）に集中し、広告料収入が激減すると懸念を表明している。
2012年5月23日、株式会社形態の「韓国放送広告振興公社」が設立された。

## 公益広告協議会
KOBACOでは「公益広告協議会」を設立し、公共の利益を増進させることを目的とした公益広告を制作、テレビ・ラジオなどを通じて展開している。設立当初には「放送広告向上協議会」だったが、1983年改称した。
2005年には、日本のACジャパン（当時の団体名は公共広告機構）と共同で「親子のコミュニケーション」をテーマに公共広告を制作し、2008年には、日韓共同環境キャンペーンとして、SMAPの草彅剛と女優のチェ・ジウを起用した日本版CM「エコライバルになろう」というテーマで日韓両国で放送された。